# صفية الصايغ
صفية الصايغ (من مواليد 23 سبتمبر 2001) هي راكبة دراجات إماراتية محترفة، وتشارك حاليًا في فريق UCI للسيدات العالمي في الإمارات العربية المتحدة (ADQ) . وتعد أول دراجة إمارتية تشارك في أولمبياد باريس 2024.

## المسيرة الرياضية
مشوار صفية الرياضي بدأ بعيدًا عن الدراجات حيث لعبت السباحة والجمباز وألعاب القوى قبل أن تستقر في لعبة الدراجات الهوائية ، أما عن مشوارها مع سباق الدراجات فقد خاضت الصايغ التجربة مع عدة فرق تمثلت في :النصر، أبوظبي للدراجات الهوائية، شرطة دبي، والإمارات القابضة للدراجات الهوائية، والأخير هو الذي تلعب له حاليًا، وكان بمثابة البداية الحقيقية لها في الأحتراف، والذي ساهم في نقلتها النوعية وتأهلها لاولمبياد باريس 2024. لتمثيل دولة الإمارات والتي التحقت بمنتخبها في سن الرابعة عشر، كما انها وقعت أول عقد احترافي مع فريق "وورد تاور" لتصبح أول إماراتية تحقق هذا الانجاز وتشارك في بطولات خارجية
وفي 2022 نجحت الصايغ في تحقيق أول ميدالية آسيوية للإمارات في الدراجات الهوائية ، وذلك من خلال الفوز بالميدالية البرونزية في سباق فردي ضد الساعة "فئة 23 عاما" في كأس آسيا للدراجات الهوائية في طاجيكيستان.
وفازت الصايغ بالمركز الخامس في سباق ضد الساعة فردي في بطولة آسيا بتايلاند، وحصدت المركز الرابع في بطولة آسيا للطريق فل كازاخستان، بالإضفة إلى تأهلها للمرحلة الأخيرة من سباق دراجي النخبة. وعلى الصعيد العربي فازت صفية بأول ذهبية من خلال البطولة العربية للمضمار تحت 23 سنة، والتي أقيمت بمدينة القاهرة وشاركت الصايغ في نوفمبر 2023 في البطولة العربية للمضمار ، والتي اقيمت في جمهورية مصر العربية. وفازت الصايغ بسباق الدولة فردي ضد الساعة (ITT) والذى اقيم في منطقة نزوى بالشارقة لمسافة 20كم. كما أنها حققت لقب بطولة الإمارات للإناث للعام الرابع على التوالي في السباق الذي بلغ طوله 66 كم.
والصايغ عضو في مجلس دبي الرياضي، وتأهلت إلى أولمبياد باريس بعد أن نجحت في جمع 514نقطة، وقد ودعت صفية مشاركتها بسباق الطريق ضمن فعاليات النسخة (33) من دورة الألعاب الأولمبية بالعاصمة باريس، دون تحقيق أية نتيجة نظرًا لعدم اكمالها للسباق الذي بلغت مسافه 158كم بمشاركة 96 متسابقة.

## النتائج الرئيسية
2019
البطولة الوطنية للطرق
الأولسباق الطريق
الأولالوقت
سباق الطريق الرابع، بطولة آسيا للدراجات للناشئين
2022
البطولة الوطنية للطرق
الأولسباق الطريق
الأولالوقت
الثالثالوقت، بطولة الطريق الآسيوية
البطولة العربية للدراجات الهوائية
سباق الطريق الثاني
2023
الأول سباق الطريق، بطولة الطريق الوطنية.

## روابط خارجية
- Safia Al Sayegh at UCI
- Safia Al Sayegh at Cycling Archives
- Safia Al Sayegh at ProCyclingStats